# Trichopoda plumipes
Trichopoda plumipes är en tvåvingeart som först beskrevs av Fabricius 1805.  Trichopoda plumipes ingår i släktet Trichopoda och familjen parasitflugor. Inga underarter finns listade i Catalogue of Life.